# Високе (селище, Торжоцький район)
Високе (рос. Высокое) — селище в Торжоцькому районі Тверської області Російської Федерації.
Населення становить 897 осіб. Входить до складу муніципального утворення Високовське сільське поселення.

## Історія
Від 2005 року входить до складу муніципального утворення Високовське сільське поселення.

## Населення
| 1939 | 1959 | 2008 | 2010 |
| ---- | ---- | ---- | ---- |
| 412  | ↗824 | ↗938 | ↘897 |